# Наукова інформатика
Науко́ва інформа́тика — інформатика, що вивчає структуру і загальні властивості наукової інформації, а також закономірності її створення, перетворення, передачі та використання у різних сферах людської діяльності. Під науковою інформацією розуміється інформація, що отримується методами об'єктивного (наукового) пізнання і використовується у всіх сферах суспільного життя, а не тільки в науці як такій.
Основні проблеми, вивченням яких займається наукова інформатика:
- семіотичні основи наукової інформації і наукової комунікації, моделювання інформаційних процесів і систем;
- властивості і закономірності документальних інформаційних потоків, автоматизація семантичної (смисловою) обробки інформації (автоматизація реферування, індексування, перекладу);
- автоматизація інформаційного пошуку на базі сучасної обчислювальної техніки тощо.